# Lusius anguinus
Lusius anguinus är en stekelart som först beskrevs av Cresson 1874.  Lusius anguinus ingår i släktet Lusius och familjen brokparasitsteklar. Inga underarter finns listade i Catalogue of Life.